# Cuaspud
Cuaspud là một khu tự quản thuộc tỉnh Nariño, Colombia. Thủ phủ của khu tự quản Cuaspud đóng tại Carlosama Khu tự quản Cuaspud có diện tích 52 ki lô mét vuông. Đến thời điểm ngày 28 tháng 5 năm 2005, khu tự quản Cuaspud có dân số 6857 người.